# Hobart's Funnies

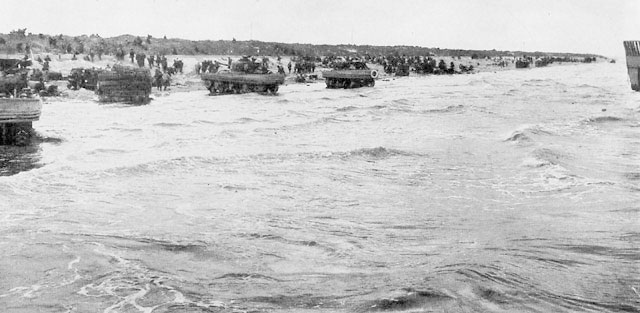
Tanques anfíbios DD aguardam brechas no paredão da Praia de Utah.

Hobart's Funnies eram vários tanques incomumente modificados operados durante a Segunda Guerra Mundial pela 79ª Divisão Blindada do Exército Britânico ou por especialistas da Royal Engineers.
Eles foram projetados à luz dos problemas que os tanques mais comuns experimentaram durante o ataque anfíbio de Dieppe, para que os novos modelos pudessem superar os problemas para a invasão da Normandia. Esses tanques tiveram um papel importante nas praias da Commonwealth durante os desembarques. Eles foram precursores do moderno veículo de engenharia de combate e receberam o nome de seu comandante, o general general Percy Hobart.